# Karl Friedrich Wilhelm Wander
Karl Friedrich Wilhelm Wander, född 27 december 1803 i Fischbach vid Hirschberg, Schlesien, död 4 juni 1879 i Quirl, Schlesien, var en tysk germanist.
Wander blev 1827 lärare vid stadsskolan i Hirschberg, men avskedades 1850 på grund av sina liberala åsikter. Han författade åtskilliga pedagogiska skrifter, men är känd huvudsakligen genom sitt stora ordspråksarbete Deutsches Sprichwörterlexikon (fem band, 1863–80), vilket i varje band innehåller omkring 45 000 tyska och 15 000 utländska parallellordspråk, ordnade under huvudbegrepp.